# Абу-ль-Баракат аль-Анбари
Абу́ль-Барака́т аль-Анба́ри (араб. أبو البركات الأنباري‎; 1119, Багдад — 19 декабря 1181, Багдад) — арабский грамматист и филолог.

## Биография
Его полное имя: Кама́л ад-Дин Абу́ль-Барака́т Абдуррахма́н ибн Муха́ммад ибн Убайдулла́х ибн Абу Саи́д аль-Ансари́ аль-Анбари (араб. كمال الدين أبو البركات عبد الرحمان بن محمد بن عبيد الله بن أبو سعيد الأنصاري الأنباري‎).
Ибн аль-Анбари родился в июле 1119 года (раби ас-сани 513 г.х.) в Багдаде, прошёл обучение у аль-Джавалики и Ибн аш-Шаджари в университете Низамия. Ни разу не покидал Багдада, а в конце жизни целиком и полностью посвятил себя науке и «благочестивым упражнениям». Умер в Багдаде 19 декабря 1181 года (9 шаабана 577 г.х.).
Самым ценным его произведением является книга об истории филологии, которая состоит из ряда биографических очерков и охватывает период от начала зарождения филологии до времён самого Ибн аль-Анбари. Вместе с ценностью материалов, эта книга характеризуется отличительной чертой произведений арабских авторов той поры — недостатком некритического изложения и склонность к сообщениям о личной жизни деятелей при неполном освещении их научной деятельности.
Кроме того, Абдуррахман ибн аль-Анбари является автором трактата о разногласиях куфийской и басрийской школы грамматики (Китаб аль-Инсаф), популярно изложенной книги по грамматике и других, более мелких работ.